# Kai Wartiainen

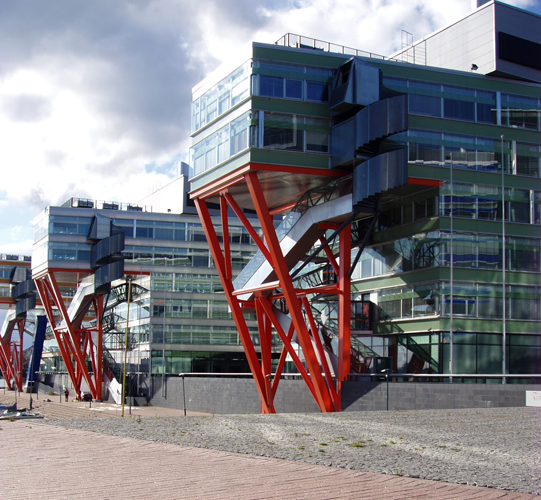
High Tech Center.

Kai Henrik Väinö Wartiainen, född 8 mars 1953 i Kouvola, är en finländsk arkitekt. 
Wartiainen studerade både vid Tekniska högskolan i Helsingfors och vid Konstindustriella högskolan i samma stad. Han gjorde sig redan under studietiden känd för sina radikalt modernistiska åsikter om arkitektur och stadsbyggnad. Han samarbetade till en början med sin far, arkitekten Henrik Wartiainen (född 1926) och innehade egen praktik 1988–2004, varefter han har arbetat som konstnärlig ledare för arkitektbyrå Evata Ab. Han har planerat om- och tillbyggnader av gamla industribyggnader, bland annat Tampella i Ingerois (1984) och Santasalo-Vaihteet Oy i Högfors (1991) samt därtill bland annat nybyggnaderna för Golf-Tallmo i Sibbo (1990), Högfors stadshus och bibliotek (1992) samt det expressionistiska High Tech Center i Helsingfors (2002). 
Wartiainen var tillförordnad professor i samhällsplanering vid Tekniska högskolan i Helsingfors 1989–1990 och blev professor i stadsbyggnad vid Kungliga Tekniska högskolan i Stockholm 1997. Han deltog aktivt i kommunalpolitiken i Helsingfors under 1980-talet och gav ut skriften Helsingin kauneuden logiikat' (1996). Han var i yngre år en lovande golfspelare och vann 1972 finska mästerskapet i klassen under 21 år.